# 克萊門茨·馬卡姆

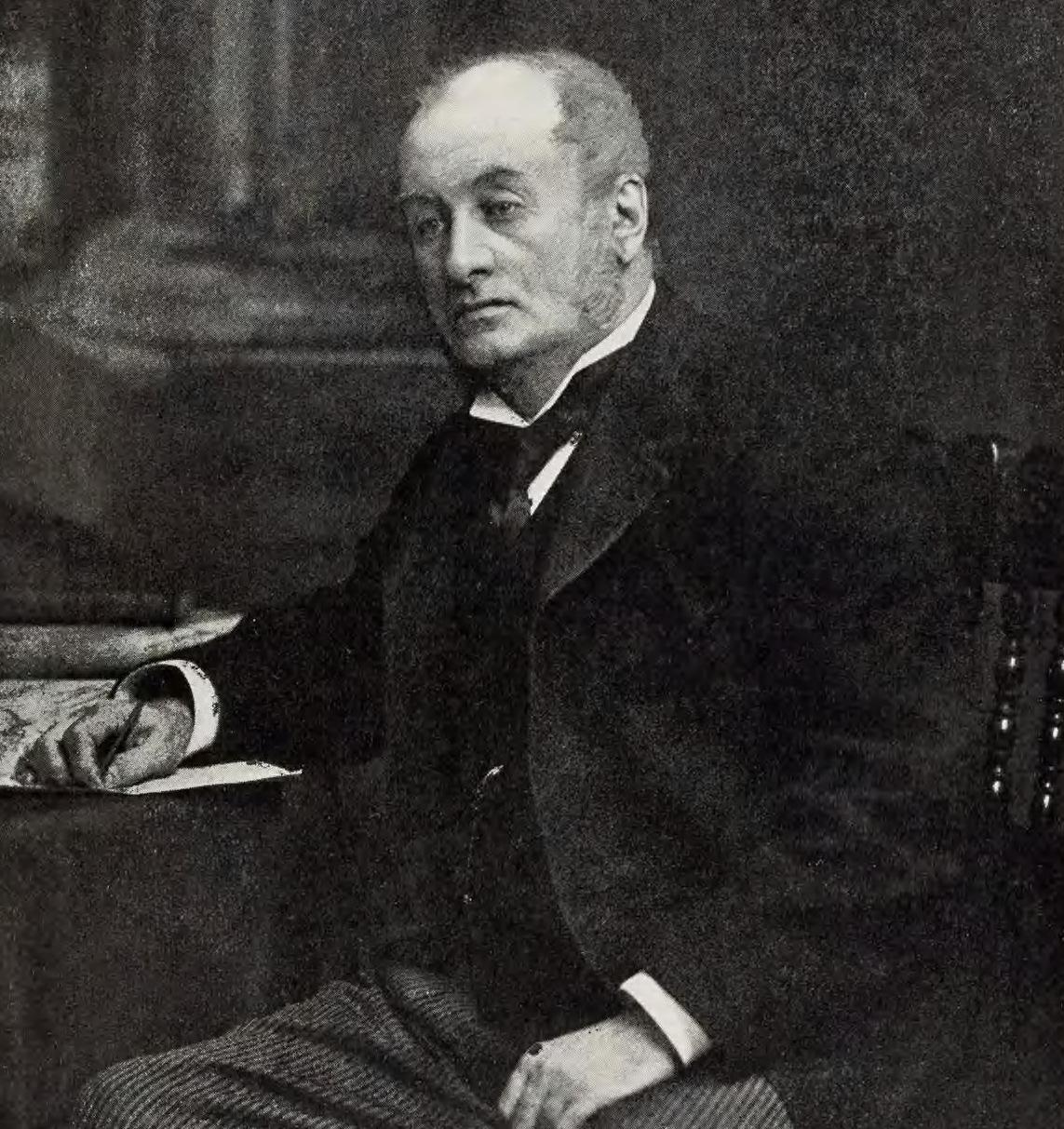
克萊門茨·馬卡姆

克莱门茨·罗伯特·马卡姆KCB FRS FRSGS（1830年7月20日 – 1916年1月30日）是一位英国地理学家、探险家和作家。他于1863年至1888年期間担任英國皇家地理學會秘书 ，后来又担任该学会会长，為期12 年。 1901年至1904年期間，他還負責組織發現號遠征。馬卡姆山就以他的名字命名。马卡姆曾在印度事务部任職，负责將原產自秘鲁的金雞納樹移植到印度，印度當地政府可以借此提取奎寧。